# Тимошенков, Андрей Леонидович
Андрей Леонидович Тимошенков (1988, Кирово-Чепецк, Кировская область, РСФСР, СССР— 17 июня 2016) — командир отделения первой десантно-штурмовой роты 336-й отдельной гвардейской Белостокской бригады морской пехоты Западного военного округа, сержант, ценой своей жизни предотвративший прорыв террориста-смертника к гуманитарному конвою в Сирии.

## Биография
Андрей Тимошенков родился в городе Кирово-Чепецк Кировской области, проживал в селе Ершичи Смоленской области. Мать Ирина Валентиновна умерла рано, Андрею пришлось взять заботу о сестре Насте на себя.
Срочную службу Андрей проходил на Балтийским флоте; через год он подписал свой первый контракт. Был водителем бронетранспортёра, старшим водителем, санитаром-стрелком, снайпером. Награжден медалью «За отличие в учениях».
В начале апреля 2016 года десантно-штурмовая рота Тимошенкова была направлена в Сирию. После освобождения Пальмиры около города была развёрнута база, на которой были размещены инженерные войска и подразделения морской пехоты. Морские пехотинцы сопровождали группы разминирования Международного противоминного центра Вооружённых сил России и охраняли гуманитарные конвои российского Центра примирения враждующих сторон.

## Семья
- Жена — Нина Тимошенкова[1]
- Дочь — Саша[1]

## Обстоятельства гибели
15 июня 2016 года Андрей Тимошенков вместе с четырьмя сослуживцами группы майора Серова был направлен на охрану пункта раздачи гуманитарной помощи на окраине города Хомс, куда с авиабазы Хмеймим прибыли три машины с провиантом, водой и лекарствами.
По одной версии событий, в определённый момент к расположению начал приближаться внедорожник «Тойота», не реагировавший на предупредительные выстрелы по ходу движения. Андрей дал очередь по колёсам машины, и она остановилась; при попытке приблизиться к ней раздался мощный взрыв. По другой версии, террористы ехали на трёх внедорожниках, два из которых удалось остановить прицельным огнём из зенитных установок, а третий Андрей, приказав остальным укрыться, уничтожил выстрелом в упор из ручного гранатомёта, что вызвало детонацию заложенной в автомобиль взрывчатки. В результате взрыва четверо сослуживцев Тимошенкова были контужены, однако сам Андрей получил серьёзные ранения; один из осколков вошел ему в переносицу и вышел через затылок. В госпитале на авиабазе Хмеймим, куда были доставлены военные, борьба за его жизнь продолжалась сутки, но не увенчалась успехом.
По оценке специалистов, в машине террористов находилось не менее 100 кг тротила, взрыв которого среди получавших гуманитарную помощь сирийцев мог бы привести к многочисленным жертвам.

## Память
Тимошенков был похоронен 20 июня на кладбище посёлка Ершичи рядом с матерью. В августе 2018 года в Ершичи был открыт памятник Андрею Тимошенкову.